# ماغي سيف
ماغي سيف (بالإنجليزية: Maggie Siff)‏ مواليد 21 يونيو 1974 في ذا برونكس، نيويورك، الولايات المتحدة، أمريكية بدأت مسيرتها الفنية عام 2004.

## الأعمال
- مايكل كلايتون
- بوش
- أشخاص ظرفاء

## وصلات خارجية
- ماغي سيف على موقع IMDb (الإنجليزية)
- ماغي سيف على موقع ميتاكريتيك (الإنجليزية)
- ماغي سيف على موقع روتن توميتوز (الإنجليزية)
- ماغي سيف على موقع قاعدة بيانات الأفلام العربية
- ماغي سيف على موقع ألو سيني (الفرنسية)
- ماغي سيف على موقع ميوزك برينز (الإنجليزية)
- ماغي سيف على موقع تيرنر كلاسيك موفيز (الإنجليزية)
- ماغي سيف على موقع أول موفي (الإنجليزية)
- ماغي سيف على موقع قاعدة بيانات الأفلام السويدية (السويدية)
- ماغي سيف على موقع إن إن دي بي (الإنجليزية)